# Marian Rentgen
Marian Rentgen (nascut Marian Antoni Güntner; 23 de juny de 1888 - primavera de 1940) va ser un actor i director polonès. Va estar actiu en el teatre i el cinema entre 1913 i 1938. Va ser assassinat a la massacre de Katin l'abril de 1940.

## Filmografia seleccionada
- Sto metrów miłości (1932)
- Jego ekscelencja subiekt (1933)